# ウカシュ・ザウスカ
ウカシュ・ザウスカ（ポーランド語: Łukasz Załuska, 1982年6月16日 - ）は、ポーランド・ポドラシェ県ヴィソキェ・マゾヴィエツキェ出身の元同国代表サッカー選手。現役時代のポジションはゴールキーパー。

## 経歴

### クラブ

#### ポーランド
ヴィソキェ・マゾヴィエツキェに生まれ、1997年に地元のMKSルフ・ヴィソキェ・マゾヴィエツキェでキャリアを開始する。それから数ヶ月後にPSMシャモトゥウィに入団し、1年後にはMKDスパルタ・オボルニキを経てPMKSズリフ・ジェロナ・グラへ移籍。2001年にOKSストミール・オルシュティンと契約し、8月に1部リーグ初出場を飾った。2002年には強豪レギア・ワルシャワへ移籍するも出場機会を得られなかったため、ヤギエロニア・ビャウィストクへの期限付き移籍を経て2004年にコロナ・キェルツェへ完全移籍を果たし、2006-07シーズンはポーランド・カップ決勝まで進出するシーズンを過ごした。

#### ダンディー・ユナイテッド
2007年5月30日にスコットランド1部のダンディー・ユナイテッドFCと2年契約を締結。アメリカ合衆国でのシーズン前の試合中に足を骨折したことで開幕戦に間に合わないことが決定したため、代役として同胞でポーランド代表のグジェゴシュ・シャモトゥルスキが半年契約で加入することとなった。その後、10月下旬には練習に復帰することになったが、11月上旬に再度足を骨折する悪夢に見舞われ、シャモトゥルスキの契約期限数日前である2008年1月26日のキルマーノックFC戦で復帰初戦にして移籍後初出場を飾った。なお、同試合は主将バリー・ロブソンのダンディー・ユナイテッドでの最後の試合であり、試合後にセルティックFCへ移籍していった。しかし、復帰3試合目となった2月5日にスコティッシュリーグカップ準決勝のアバディーンFC戦で勝利した後に相手ファンに向けて挑発的なジェスチャーをした行為によってスコットランドサッカー協会へ報告された。同試合では、両チームのGKにプラスチックカップ、チェコレート、1ポンド硬貨等が顔面に直撃しており、審判に対してもアバディーンファンから硬貨が投げつける荒れたものとなっていたことが判明したが、最終的に1ヶ月後にスコットランドサッカー協会からザウスカの行為に対して500ポンドの罰金と警告が言い渡された。
2008年12月17日にクラブからの契約延長の申し出を拒否し、契約満了となるシーズン終了後に退団することが決定した。

#### セルティック
2008年12月23日にセルティックFCと事前契約を締結したことで2009-10シーズン開幕前に入団することが決定し、2009年6月1日に正式にセルティックの選手となった。同胞アルトゥール・ボルツの存在からすぐには出場機会を得られなかったが、9月21日にリーグカップのフォルカークFC戦（4-0）で初出場を飾ると、9月21日のハミルトン・アカデミカルFC戦 (2-1) でボルツの負傷により途中出場からリーグ戦初出場を飾って勝利に貢献。2010年4月10日にハムデン・パークでのロス・カウンティFCとのスコティッシュカップ準決勝では、決勝進出が懸かる重要な試合に出場するも下部クラブ相手に不覚を取り敗退した。
2010-11シーズン開幕前にボルツがイタリア1部のACFフィオレンティーナへ移籍したことで正GKを務めることになり、開幕戦を先発で迎えることになったが、程なくしてニューカッスル・ユナイテッドFCからフレイザー・フォースターが期限付き移籍で加入すると、第3節から再び控えに転落した。同シーズン終了後にフォースターがニューカッスルへ復帰したことで翌2011-12シーズンに正GKとなり、ハイバーニアンFCとの開幕戦 (2-0) で先発し無失点を記録する好調な滑り出しとなった。しかし、フォースターが再度ニューカッスルから期限付き移籍で加入するとまたしても控えに甘んじることとなった。そのような状況下で9月29日にUEFAヨーロッパリーグ 2011-12のウディネーゼ・カルチョ戦で好プレーを見せる等、少ない出場機会で自身の力を示してアピールするも定位置を奪えずに退団の噂が定期的に囁かれた。

#### ダルムシュタット
2015年8月31日、SVダルムシュタット98に移籍した。

#### 母国復帰
2016年、ヴィスワ・クラクフに移籍。2017-18シーズンからの2年契約でMKSポゴニ・シュチェチンへ加入した。

### 代表
ボルツが出場停止のため、2008年8月25日に2010 FIFAワールドカップ・ヨーロッパ予選のスロベニア、サンマリノ戦へ向けて初招集された。両試合共出番はなく、11月にボルツの負傷により再度招集されるも出番はなかった。2009年6月6日の南アフリカ戦で念願のポーランド代表初出場を飾った。

## タイトル
セルティック
- スコティッシュ・プレミアリーグ : 2011-12, 2012-13, 2013-14
- スコティッシュ・カップ : 2010-11, 2012-13
- スコティッシュリーグカップ : 2014-15